# Taco Dibbits
Taco Dibbits (Amsterdam, 7 september 1968) is een Nederlands museumdirecteur en kunsthistoricus. Sinds 15 juli 2016 is hij hoofddirecteur van het Rijksmuseum Amsterdam.

## Loopbaan
Dibbits is een zoon van lector, later hoogleraar sociale pedagogiek prof. drs. Jacobus Everhardus Gerardus Catharinus (Tjeerd) Dibbits (1928-2015) en Marceline Noordhoek Hegt (1930-2021). Die laatste is een zus van Rutger Noordhoek Hegt (1933-2007), mededirecteur van de kunsthandel Galerie Espace te Amsterdam, samen met Eva Bendien (1921-2000). Taco Dibbits studeerde aan de Vrije Universiteit Amsterdam en de Universiteit van Cambridge. Tot 2002 was hij directeur van de afdeling Oude Meesters van Veilinghuis Christie's in Londen. In dat jaar werd hij bij het Rijksmuseum Amsterdam, waar hij in 1995-1997 al medewerker was geweest, aangesteld als conservator van de collectie 17e-eeuwse schilderkunst. In 2008 werd hij er directeur Collecties en in mei 2016 werd zijn benoeming aangekondigd als hoofddirecteur van het Rijksmuseum als opvolger van Wim Pijbes, ingaande 15 juli 2016.
In het Rijksmuseum leidt Dibbits een team van conservatoren van collecties van schilderijen, beeldhouwwerken, toegepaste kunst en Aziatische kunst. Speciale vermelding verdient zijn bijdrage aan de ontwikkeling van de inrichting van het Rijksmuseumgebouw, mede binnen de context van de ingrijpende verbouwing die in 2013 gereedkwam. Hij had een belangrijk aandeel in acquisities van het museum, waaronder
Adolf en Catharina Croeser aan de Oude Delft (vroeger bekend als Burgemeester van Delft en zijn dochter) van Jan Steen, De bocht van de Herengracht van Gerrit Berckheyde en Marten Soolmans en Oopjen Coppit van Rembrandt van Rijn. Verder was hij nauw betrokken bij de tentoonstellingen Rembrandt-Caravaggio in 2006 en Late Rembrandt in 2015. 
Taco Dibbits is (mede)auteur van tientallen kunsthistorische publicaties.